# Løgstør
Løgstør er en fjordby ved Løgstør Bredning i Limfjorden i Himmerland med 3.963 indbyggere  (2024). Den ligger 47 km vest for Aalborg og 64 km nord for Viborg. Et par kilometer mod nordøst forbinder primærrute 29 Himmerland med Han Herred via Aggersundbroen. Fjordbyen ligger i Vesthimmerlands Kommune og hører til Region Nordjylland.
Trods sin sene status som købstad (år 1900) består Løgstørs bykerne gamle gader med små huse bygget i 1800-tallet til fiskere og sømænd. Ét af disse huse blev i 1918 skænket af danske husmænd til forfatteren og digteren Johan Skjoldborg (f. 1861 – d. 1936), der boede i huset til sin død. Det ligger på Johan Skjoldborgs Vej. En anden bemærkelsesværdig bygning er Løgstør Kirke, en nygotisk bygning opført i røde mursten i 1893 med et højt slankt tårn vendt mod vest. Johan Skjoldborgs gravsted er på kirkegården. Tæt ved havnen står Løgstør Grunde Fyr opført i 1908. Det er et dobbeltfyr med to trætårne oven på en hvid, muret bygning. Fyret regnes som ét af de mest særprægede fyrtårne i Danmark. Ud mod havnen ligger også Hotel du Nord, som er et gammelt hotel med restaurant, lige kendt blandt turister og lokale.
Ved Løgstør findes Frederik den VII's kanal, der blev skabt 1856-61, fordi fjordområdet umiddelbart vest og nord for byen var meget lavvandet og vanskeligt at benytte som sejlrende. I hver ende af kanalen står to par kanalbetjenthuse, alle fire er hvidmurede med røde tegltage. De to nordlige huse indgår som en del af Limfjordsmuseet, et kulturhistorisk museum med udstillinger om fiskeri, søfart, bådebygning, strandjægere, krejleri og handel ved Limfjorden. Det er muligt at vandre ad trækstien langs Frederik den VII's Kanal eller få en guidet sejltur på kanalen.
Løgstør er i dag en moderne oplandsby for det nordvestlige Himmerland og en populær ferieby i turistsæsonen med mange gæstelystbåde. Blandt byens virksomheder er de største Logstor (tidl. Løgstør Rør), der bl.a. producerer fjernvarmerør og Jeld-Wen. Jeld-Wen har været en af byens store virksomheder, men har valgt at lukke fabrikken i Løgstør ved udgangen af juni 2025. Løgstør har en foreningsdrevet biograf, Løgstør bio,
Jernbanestrækningen mellem Løgstør og Viborg er nedlagt og erstattedes i 2006 af en gang- og cykelsti, Himmerlandsstien.
Fra Løgstør er der 16 km til Fjerritslev, knap 27 til Aars, knap 27 til Nibe og 53 til Hobro.

## Historie

### Middelalderen
Navnet ’’Løgstør’’ nævnes første gang i år 1514, hvor byen beskrives som et fiskerleje. Senere udviklede stedet sig til en lade- og handelsplads, og i 1523 fik byen rettigheder som toldsted. Selv om Løgstør er et gammel handelssted, der i lighed med Nibe blomstrede op i 1500-tallet pga. sine sildemarkeder, fik den først købstadsrettigheder i år 1900.

### Renæssancen
Gang på gang satte købmandsstanden fra Aalborg sig til modværge mod nabobyernes forsøg på at udvide handelsbeføjelserne og skabe økonomisk vækst i de mindre samfund. Allerede i 1598 blev der, grundet aalborgensiske klager, nedlagt kongeligt forbud mod Løgstørs spirende handel med kornvarer og isenkram.

### Under enevælden
I 1682 bestod Løgstør af 18 gårde og 25 huse med jord. Det samlede dyrkede areal udgjorde 321,1 tønder land skyldsat til 33,44 tønder hartkorn.
I 1752 fik Aalborgs magtfulde købmænd blokeret den lille havnebys ansøgning, idet købmændene endnu engang frygtede øget konkurrence i limfjordsområdet. I 1747 og 1751 var Løgstør hærget af voldsomme ildebrande, og oven i disse vanskeligheder faldt folketallet, så byen i 1769 kun havde 392 indbyggere .
Pga. det lavvandede Løgstør Grunde havde skibe svært ved at lægge til ved Løgstør, og endnu færre lagde til, efter Agger Tange i 1825 blev gennembrudt ved Thyborøn, så de nu kunne sejle ind i Limfjorden fra Vesterhavet. Man besluttede derfor at opføre Frederik den VII's Kanal. Kanalen fik en længde på 4,4 km, en bredde på ca. 25 m og en dybde på 3 m og gik langs fastlandet vest og sydvest for Løgstør, så der kunne lægges til ved købstaden. Adskillige hundrede skibe passerede hvert år kanalen, og i slutningen af 1800-tallet kom knap 3.000 fartøjer pr. år. En sejlrende gennem Løgstør Grunde var en genvej til Løgstør Havn og den lukkede kanalen i 1913 for skibstrafik. Den bevaredes af kulturhistoriske årsager. Kanalen blev fredet i 1958.

### Den tidlige industrialisering
1859 blev Løgstør beskrevet således: "Handels- og Ladepladsen Løgstør, der nu i de fleste Henseender er at betragte som et eget Sogn, ligesom den alt i en Aarrække har havt sin egen Communalforfatning i Lighed med Kjøbstæderne, ligger paa en lav Grund ved Liimfjorden, hvor denne fra det smalle Agersund udvider sig til den Bredning, som har Navn efter Løgstør. Temmelig høie Bakker, der fornemmelig indeholde Kridt, omgive Byen mod Syd. Dens Afstand ad Landeveien fra Nibe er 4 Mile, fra Hobro 7 Mile og fra Viborg 8 Mile.
Byen har 165 Gaarde og Huse (i 1769 efter Danske Atlas 32 G. og 39 H.). Dens Jorder udgjøre 34 Tdr. 2 Skp. Htk., hvoraf 2 Tdr. 1 Skp. ere Byens uudskiftede Fællesjorder; det Øvrige tilhører forskjellige Beboere af Byen. Samtlige Jorder høre efter Matriklen til Løgsted Sogn.
Løgstør har endnu ingen Kirke, men et midlertidigt Bedehuus, ret smukt udstyret, indviet 4de Søndag i Advent 1851; 2 Skoler.
Indvaanernes Antal var efter Folketællingen i 1855: 1038. Byen har 17 Kjøbmænd samt endeel Haandværkere. 2 Skibsbyggerier. 39 Fartøier af 461 Clst., hvoriblandt endeel Dæksbaade, der fare paa Liimfjorden. Af Udførselsartikler ere de vigtigste: korn (i 1855 c. 19.000 Tdr., i 1856 9-10.000 Tdr.) og Uld (i 1855 12.200 Pund, i 1856 26.200 Pund). Fiskeriet i den omliggende Deel af Liimfjorden, som er Domaine, blev ved sidste Bortforpagtning ikke indbudt fra Løgstør, hvor denne Næringsvei kun i ringe Grad drives. Told- og Skibsafgifterne udgjorde i 1855: 12.943 Rd., i 1856: 16.051. I løgstør holdes aarlig 3 Markeder: i April med Heste, Kvæg og Landbovarer, i Begyndelsen af October med Kram og Trævarer og i Slutningen af samme Maaned med Kvæg. Fra Løgstør gaaer der efter "Danske Lods" Færge over til Færgeholmen, som ligger tæt til Dybet, paa den vidtudskydende Landgrund fra Aggersborg, hvorover Færdselen skeer mellem denne By og Holmen. 1/2 Miil nordøst for Løgstør gaar ligeledes en Færge over Agersund. Denne sidste benyttes nu fornemmelig, medens den førstnævnte Færgevei finder kun ringe Anvendelse. Der bemærkes i en foreliggende Beretning: "Løgstør har en fordeelagtig Beliggenhed, men dens Opkomst venter alene paa, at Forbindelsesmidlerne med Hanherrederne, der ere dens naturlige Opland, enten ved Forbedring af den mangelfulde Færgning over Agersund eller paa anden Maade blive saaledes, at de kunne benyttes tilstrækkelig." Der skal nu foreligge en Plan om at forene Hanherrederne med Løgstør ved en Dæmning over Grunden.
Byen har 2 Havne, nemlig: Vesterhavnen med 7-8 Fods Dybde og Rum for c. 40 Skibe, anlagt 1852 med en Udgift af c. 10.000 Rd., og Østerhavnen af mindre Omfang og Dybde. Havnekassens Indtægt er 2-3000 Rd. aarlig....
I judiciel Henseende danner Løgstør By et eget Birk. Birkedommeren, der tillige er Birkeskriver, forener hermed Embedet som Herredsfoged og Herredsskriver i Aars og Slet herreder. Communalbestyrelsen bestaar af Birkedommeren og 3 valgte Repræsentanter. Communaludgifterne vare i 1854 c. 3000 Rd. Fattigvæsenet har P.C.Thaarups Legat, hvortil hører Kongetienden af Hellevad sogn, samt et mindre Legat stiftet af D.Iversen.
I geistlig Henseende danner Løgstør med Kornum og Løgsted Sogne eet Pastorat. Sognepræsten boer i Løgstør (jfr. Resol. af 12te April 1856).
Løgstør hører under Aalborg Amtstuedistrict, Nibe og Løgstør Lægedistrict (Districtslægen boer i Nibe). 5te Vgkds. Med Løgsted Amtets 90de Lægd. Apothek, Filial af Nibe Apothek. Ved Toldvæsenet er ansat en Oppebørselscontrolleur og 3 Toldassistenter; ved Postvæsenet en Postmester, der tillige har Tilsyn med Befordringsvæsenet.
Landbruget kom efterhånden til at spille en større og større rolle for Løgstør, og handel med landbrugsprodukter gjorde det nødvendigt med en bedre infrastruktur. Havnen blev derfor udvidet, der blev bygget nye veje og i 1893 kom jernbanen til byen. Syv år senere fik byen købstadsrettigheder. I 1942 byggedes Aggersundbroen over fjorden, og Løgstørs opland var med ét udvidet til at omfatte den sydlige del af Han Herred.

## Skoler og institutioner
I Løgstør ligger tre større institutioner for udviklingshæmmede, et pensionat, et beskyttet værksted og en specialkostskole (Limfjordsskolen).

## Politik og administration
Byen/egnen er repræsenteret i Folketinget siden 2022 af Theresa Berg Andersen (SF)
Fra 1970 til kommunalreformen (2007) eksisterede Løgstør Kommune, men siden 2007 har Løgstør hørt til Vesthimmerlands Kommune sammen med bl.a. Aars, Farsø og Aalestrup.

## Moderne begivenheder
Løgstør er startby for den årlige kapsejlads for sejlførende træskibe, Limfjorden rundt. Den har siden 2005 været vært for den store musikfestival Løgstør Open Air.

## Kendte personer fra Løgstør
- Peder Nielsen Horrebow (1679-1764)- astronom og professor i astronomi i 1714 og direktør for observatoriet på Rundetårn. Opfinder af Horrebow-Talcott-metoden til bestemmelse af breddegrad.
- Johan Skjoldborg – forfatter; boede en del af sit liv i Løgstør.
- Jørgen Christian Jensen (1891-1922) – modtager af Victoria Cross.
- Christian Mejdahl – tidligere formand for Folketinget, (medl. Venstre). Han har alle dage boet i Vindblæs, 7 km fra Løgstør.
- Pernille Vigsø Bagge tidligere medlem af Folketinget (MF) for SF
- Karsten Lauritzen medlem af Folketinget for Venstre, skatteminister
- Henrik "Mini" Rasmussen tidligere professionel fodboldspiller med 423 kampe i AaB trøjen.
- Peter Jensen - international modedesigner. Professor på UDK, Berlin og SCAD, Atlanta USA

## Galleri
- Slet Herreds våben fra 1648
- Frederik den VII's kanal
- Kravelbygget båd fra Løgstør
- Maleri fra 1884 af kanalen
- Strandvolde af muslingeskaller